# Mournebergen

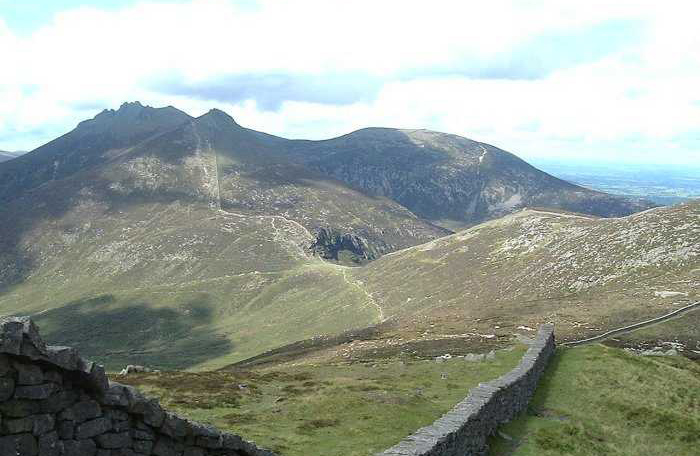
Mournebergen

Mournebergen (eng. Mourne Mountains) är ett av de mest kända bergsområdena på ön Irland, beläget i grevskapet Down i Nordirland. Den högsta toppen i området är Slieve Donard som är 850 meter över havet.